# Marina Bay (Singapour)
Pour les articles homonymes, voir Marina Bay.
Marina Bay est la baie formée devant l'embouchure de la rivière Singapour. Marina Bay représente le cœur historique de Singapour. C'est à l'embouchure de la rivière que s'effectuait autrefois l'accostage des jonques et le débarquement des marchandises. Cette activité portuaire a permis le développement de la ville au XIXe siècle.
Des développements récents ont conduit à fermer la baie par polderisation, et l'installation d'un barrage homonyme l'a transformée, autrefois maritime, en étendue d'eau douce. Cette évolution a permis l'extension du quartier d'affaires, de zones résidentielles, et la construction d'un complexe d'hôtels et de casino.

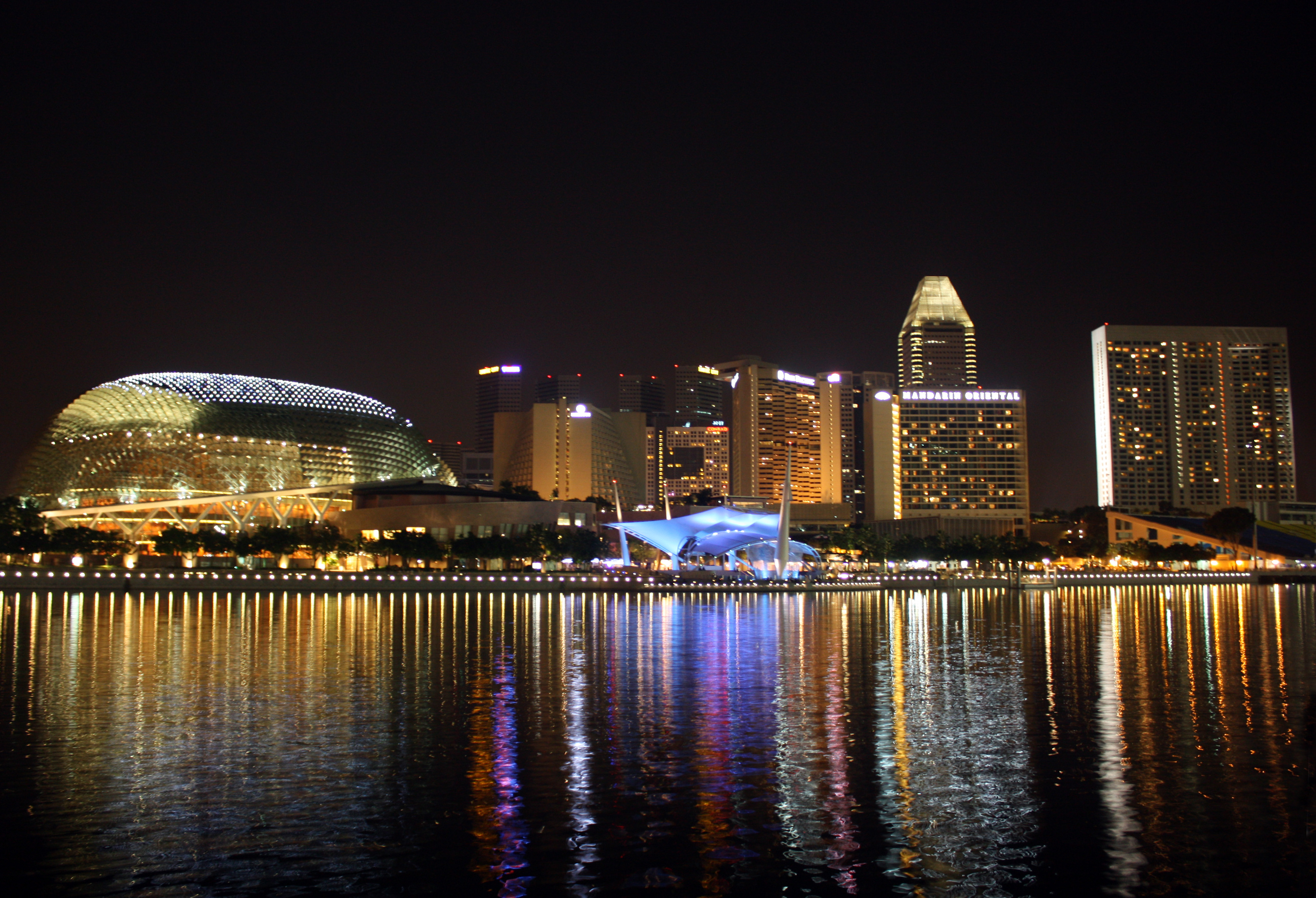
Marina Bay, Singapour.
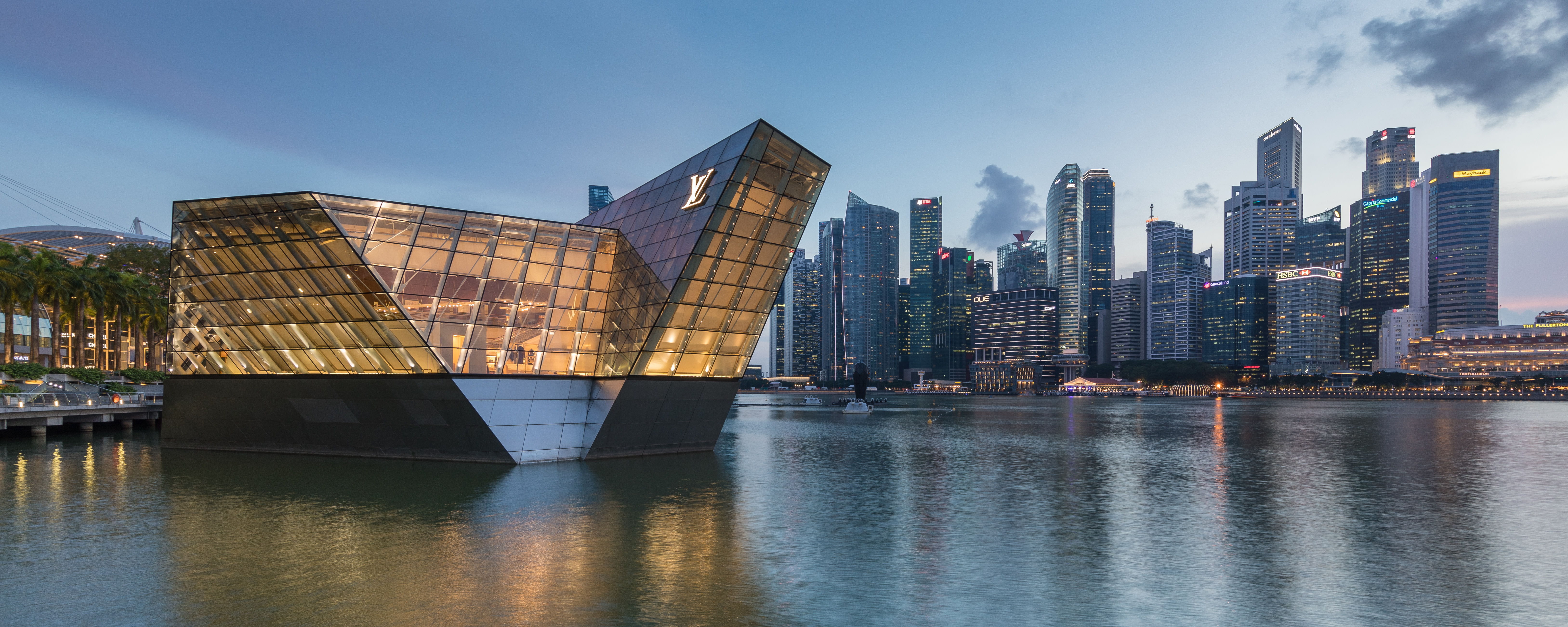
Bâtiment polyédrique éclairé Louis Vuitton au-dessus de l'eau à Marina Bay le soir, avec des gratte-ciel du Central Business District en arrière plan, Singapour. Juin 2018.
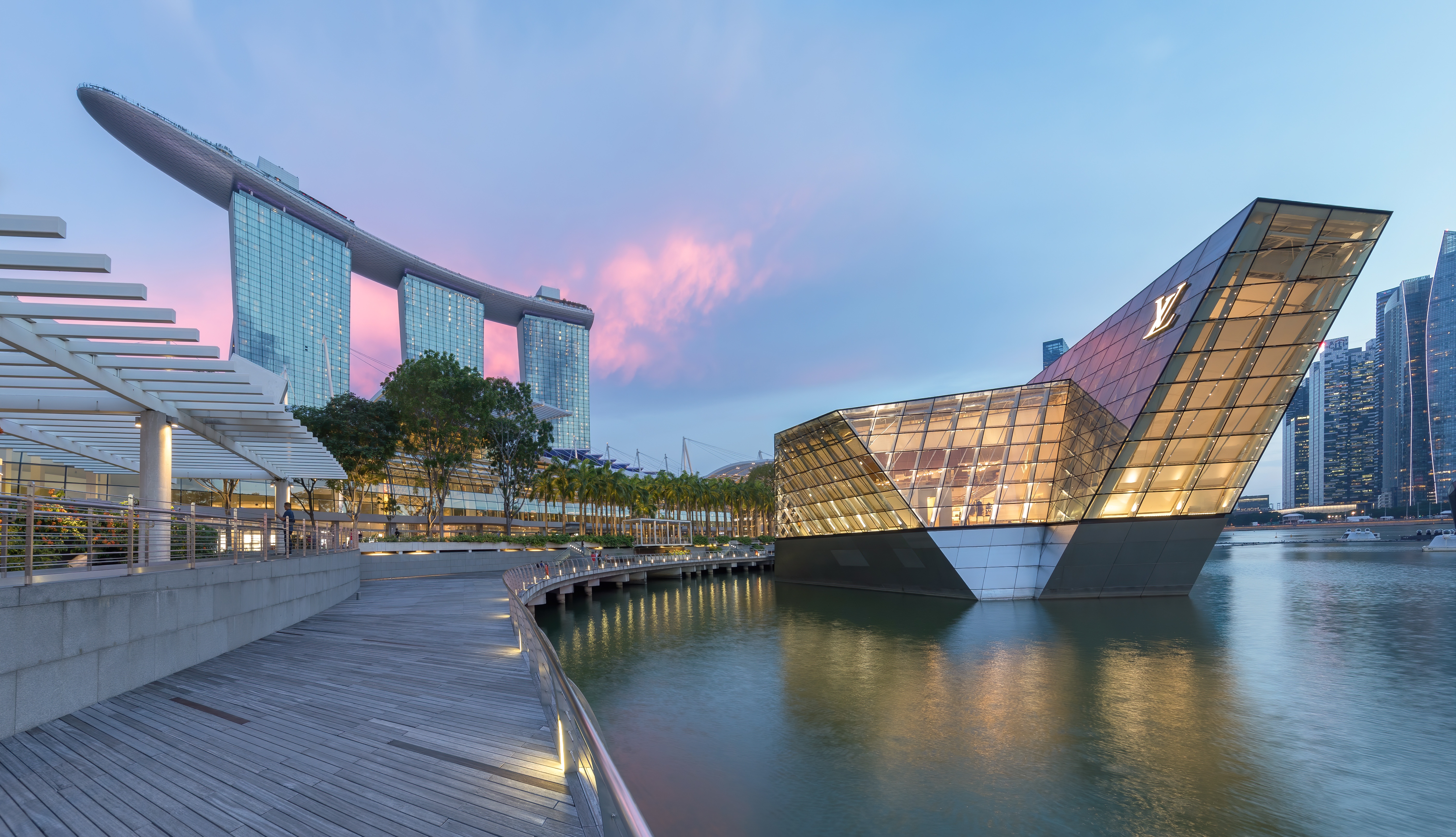
Panoramique de l'hôtel Marina Bay Sands et bâtiment éclairé Louis Vuitton à Marina Bay le soir avec des nuages roses, à Singapour. Juin 2018.
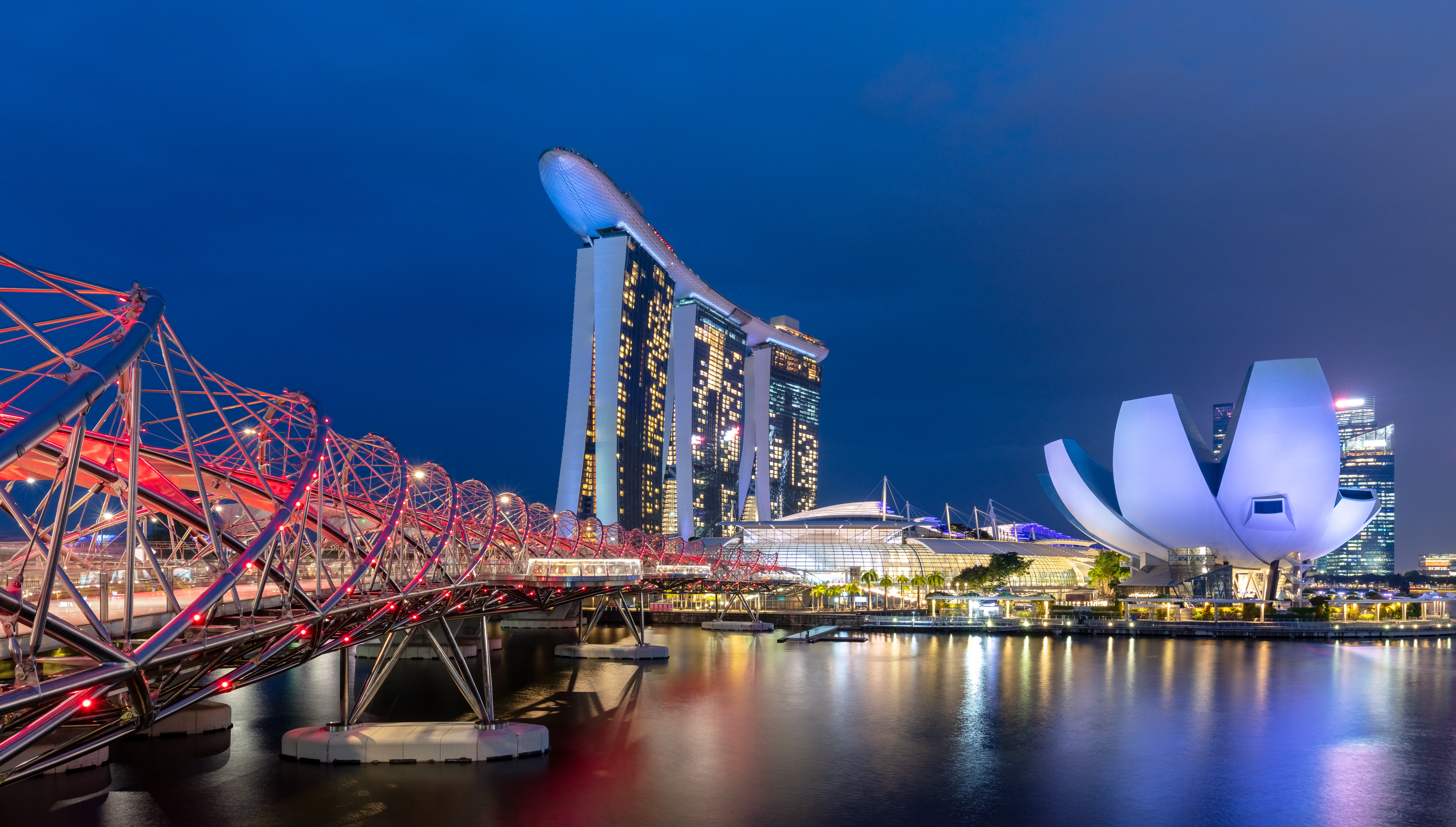
Dans Marina Bay : Helix Bridge, Marina Bay Sands et ArtScience Museum. Aout 2023.

## Situation
Le pourtour de la baie abrite une partie importante de l'activité économique de Singapour : hôtels de prestige, casinos, centre d'affaires, salle de spectacle et de concert, circuit de Formule 1, golf, ainsi que les bâtiments du quartier historique. Le site dans son ensemble est devenu emblématique de Singapour, notamment avec le Merlion et les tours Marina Bay Sands.
Le site est desservi accessible par le métro de Singapour à la station Marina Bay.

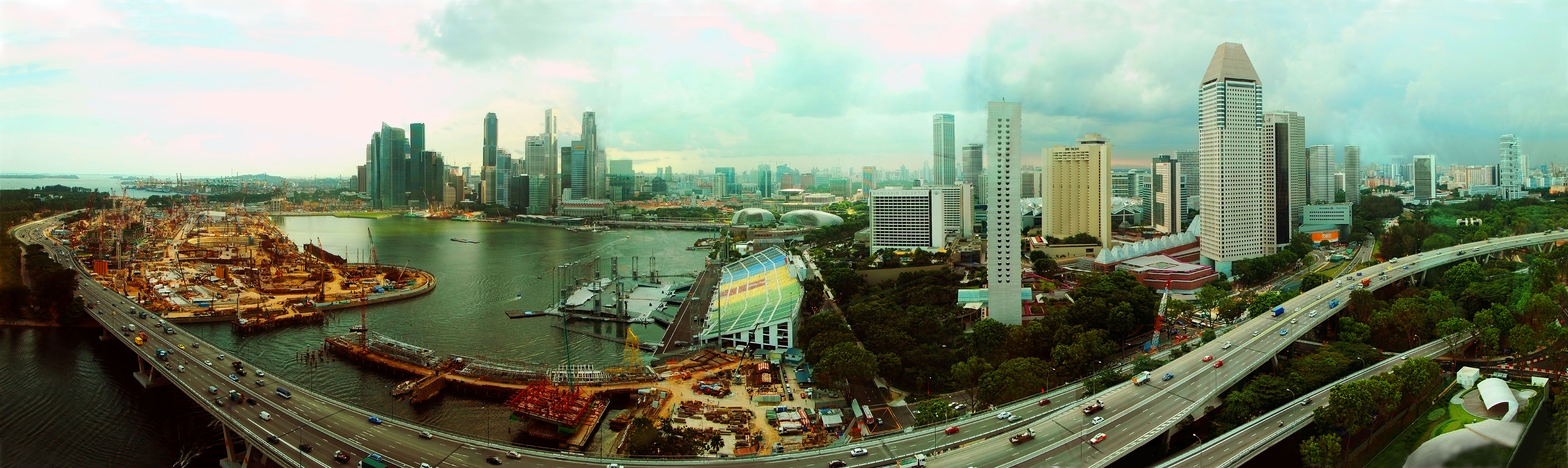
Vue panoramique de Marina Bay en 2008, avec, de gauche à droite, Marina Bay Sands (alors en construction), le quartier d'affaires, le pont de l'Esplanade, Esplanade Theatres on the Bay (salles de spectacle), le quartier hôtelier, la plateforme "The Float".

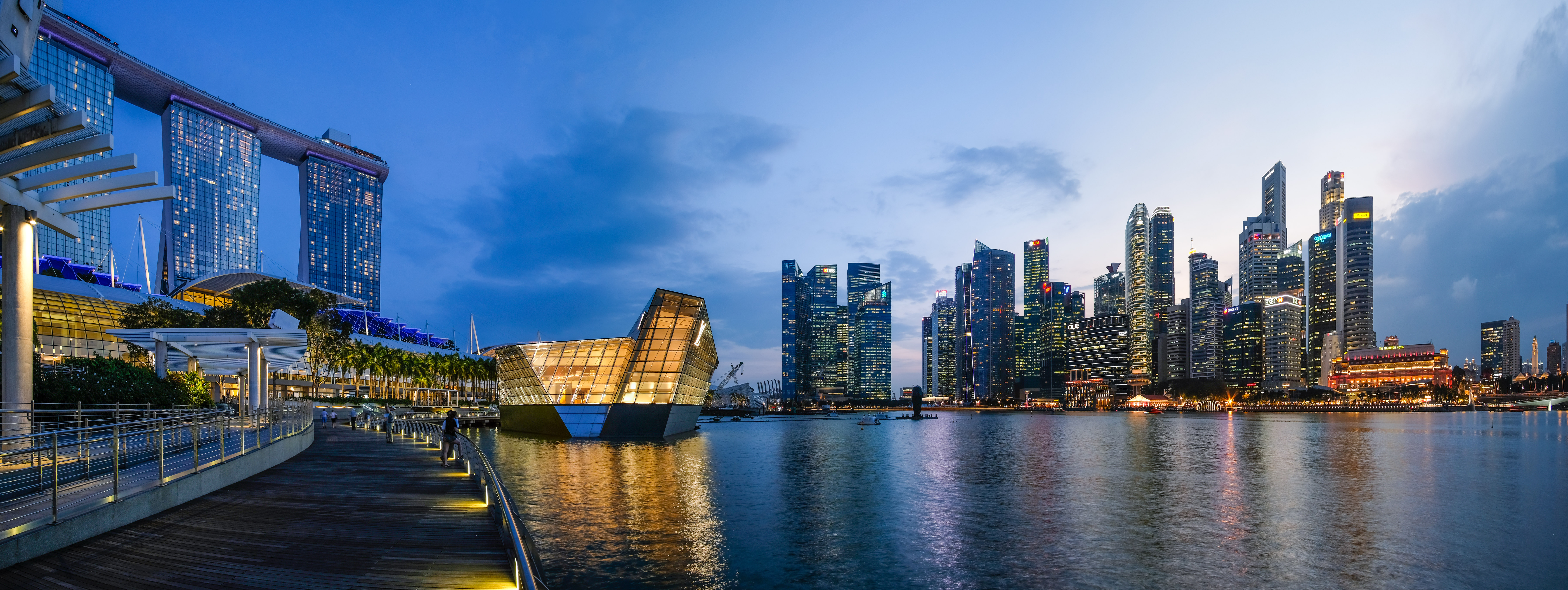
Marina Bay, avec Marina Bay Sands, le magasin Louis Vuitton et le quartier d'affaires. Février 2018.